# Drugi rząd Poula Nyrupa Rasmussena
Drugi rząd Poula Nyrupa Rasmussena – rząd Królestwa Danii istniejący od 27 września 1994 do 30 grudnia 1996. W skład rządu weszli przedstawiciele Socialdemokraterne (S), socjalliberalnej Radykalnej Lewicy (RV) oraz Centrum-Demokraterne (CD). Gabinet powstał po wyborach w 1994 i zastąpił poprzedni rząd tego samego premiera. Został zastąpiony przez trzeci gabinet Poula Nyrupa Rasmussena, gdy CD wystąpiło z koalicji.

## Skład rządu
- premier: Poul Nyrup Rasmussen (S)
- minister gospodarki i współpracy nordyckiej: Marianne Jelved (RV)
- minister spraw zagranicznych: Niels Helveg Petersen (RV)
- minister finansów: Mogens Lykketoft (S)
- minister środowiska i energii: Svend Auken (S)
- minister badań naukowych: Frank Jensen (S)
- minister edukacji: Ole Vig Jensen (RV)
- minister spraw wewnętrznych i kościelnych: Birte Weiss (S)
- minister obrony: Hans Hækkerup (S)
- minister sprawiedliwości: Bjørn Westh (S)
- minister spraw społecznych: Karen Jespersen (S)
- minister ds. biznesu: Mimi Jakobsen (CD)
- minister kultury: Jytte Hilden (S)
- minister pracy: Jytte Andersen (S)
- minister ds. ruchu drogowego: Jan Trøjborg (S)
- minister mieszkalnictwa: Ole Løvig Simonsen (S)
- minister ds. podatków: Ole Stavad (S, do 1 listopada 1994), Carsten Koch (S, od 1 listopada 1994)
- minister zdrowia: Yvonne Herløv Andersen (CD)
- minister współpracy na rzecz rozwoju: Poul Nielson (S)
- minister rolnictwa i rybołówstwa: Henrik Dam Kristensen (S)